# محمد الدراجي
محمد الدراجي (مواليد 6 أغسطس 1978 في بغداد ، العراق)، مخرج سينمائي عراقي هولندي. درس المسرح في العراق والتصوير السينمائي والإخراج في إنجلترا. اشتهر بأفلامه الدرامية التي تركز على الشؤون السياسية في الشرق الأوسط وتأثيرها على العلاقات الشخصية.

## أعماله
- 2003 - الحرب
- 2003 - رقم 438.
- 2005 - أحلام
- 2008 - الحرب، الحب، الله، والجنون
- 2009 - ابن بابل
- 2011 - في أحصان أمي.
- 2013 - تحت رمال بابل
- 2017 - الرحلة
- 2019 - الموصل

## روابط خارجية
- محمد الدراجي على موقع IMDb (الإنجليزية)
- محمد الدراجي على موقع أول موفي (الإنجليزية)
- محمد الدراجي على موقع قاعدة بيانات الفيلم (الإنجليزية)